# Фјумара (Потенца)
Фјумара је насеље у Италији у округу Потенца, региону Базиликата.
Према процени из 2011. у насељу је живело 14 становника. Насеље се налази на надморској висини од 330 м.